# Tina Križan
Tina Križan (Maribor, 18 maart 1974) is een voormalig tennisspeelster uit Slovenië. Križan begon met tennis toen zij zeven jaar oud was. Zij speelt rechtshandig en heeft een enkelhandige backhand. Zij was actief in het proftennis van 1990 tot en met 2007.

## Loopbaan

### Enkelspel
Križan debuteerde in 1990 op het ITF-toernooi van Adelaide (Australië).
In 1992 kwalificeerde Križan zich voor het eerst voor een WTA-hoofdtoernooi, op het toernooi van Waregem. Zij bereikte nooit een WTA-finale in het enkelspel.
Križan stond in 2000 voor het eerst in een enkelspelfinale, op het ITF-toernooi van Ljubljana (Slovenië) – hier veroverde zij haar enige enkelspeltitel, door de Duitse Miriam Schnitzer te verslaan.
Haar beste resultaat op de grandslamtoernooien is het bereiken van de tweede ronde. Haar hoogste notering op de WTA-ranglijst is de 95e plaats, die zij bereikte in januari 1995.

### Dubbelspel
Križan behaalde in het dubbelspel betere resultaten dan in het enkelspel. Zij debuteerde in 1989 op het ITF-toernooi van Bol na Braču (Kroatië) samen met de Joegoslavische Spela Jazbec. Zij stond in 1992 voor het eerst in een finale, op het ITF-toernooi van Maribor (Slovenië), samen met landgenote Karin Lušnic – zij verloren van het duo Renata Kochta en Pavlína Rajzlová. Een maand later veroverde Križan haar eerste titel, op het ITF-toernooi van Darmstadt (Duitsland), samen met de Amerikaanse Nicole Arendt, door het Duitse duo Anouschka Popp en Sandra Wächtershäuser te verslaan. In totaal won zij tien ITF-titels, de laatste in 2005 in Canberra (Australië).
In 1992 speelde Križan voor het eerst op de Olympische spelen in Barcelona, samen met landgenote Karin Lušnic. Ook in 2000 in Sydney en in 2004 in Athene nam zij nog aan de Spelen deel.
In 1994 speelde Križan voor het eerst op een WTA-hoofdtoernooi, op het toernooi van Linz, samen met de Slowaakse Denisa Krajčovičová. Zij stond in 1995 voor het eerst in een WTA-finale, op het toernooi van Surabaya, samen met de Nederlandse Petra Kamstra  – hier veroverde zij haar eerste titel, door het koppel Nana Miyagi en Stephanie Reece te verslaan. In totaal won zij zes WTA-titels, de laatste in 2005 in Canberra, samen met de Italiaanse Tathiana Garbin. Daarnaast stond zij nog veertien keer als verliezer in een WTA-finale.
Haar beste resultaat op de grandslamtoernooien is het bereiken van de kwartfinale. Haar hoogste notering op de WTA-ranglijst is de 19e plaats, die zij bereikte in maart 2002. Haar beste resultaat in het gemengd dubbelspel is het bereiken van de derde ronde op Wimbledon 1997, samen met de Australiër Wayne Arthurs.

### Tennis in teamverband
In de periode 1992–2005 was Križan bijna jaarlijks deel van het Fed Cup-team van Slovenië. In 2003 bereikte zij met dat team de kwartfinale van de Wereldgroep.

## Posities op deWTA-ranglijst
Positie per einde seizoen:
| jaar | rang enkelspel | rang dubbelspel |
| ---- | -------------- | --------------- |
| 1990 | 391            | 512             |
| 1991 | 351            | 458             |
| 1992 | 193            | 360             |
| 1993 | 181            | 167             |
| 1994 | 122            | 231             |
| 1995 | 127            | 92              |
| 1996 | 147            | 80              |
| 1997 | 177            | 138             |
| 1998 | 141            | 73              |
| 1999 | 136            | 35              |
| 2000 | 211            | 32              |
| 2001 | 727            | 23              |
| 2002 | –              | 30              |
| 2003 | –              | 43              |
| 2004 | –              | 59              |
| 2005 | –              | 52              |
| 2006 | –              | 137             |

## Palmares
| Legenda                |
| ---------------------- |
| Grandslamtoernooi      |
| Olympische Spelen      |
| Year-End Championships |
| Tier I                 |
| Tier II                |
| Tier III               |
| Tier IV & V            |

### WTA-finaleplaatsen enkelspel
Geen.

### WTA-finaleplaatsen vrouwendubbelspel
| nr.              | finale     | toernooi            | ondergrond | partner            | tegenstandsters                         | score         |         |
| ---------------- | ---------- | ------------------- | ---------- | ------------------ | --------------------------------------- | ------------- | ------- |
| gewonnen finales |            |                     |            |                    |                                         |               |         |
| 1.               | 1995-10-08 | WTA Surabaya        | hardcourt  | Petra Kamstra      | Nana Miyagi Stephanie Reece             | 2-6, 6-4, 6-1 | details |
| 2.               | 1998-04-19 | WTA Makarska        | gravel     | Katarina Srebotnik | Jevgenia Koelikovskaja Karin Kschwendt  | 7-6, 6-1      | details |
| 3.               | 1999-07-18 | WTA Palermo         | gravel     | Katarina Srebotnik | Åsa Carlsson Sonya Jeyaseelan           | 4-6, 6-3, 6-0 | details |
| 4.               | 2000-04-16 | WTA Lissabon        | gravel     | Katarina Srebotnik | Amanda Hopmans Cristina Torrens Valero  | 6-0, 7-6      | details |
| 5.               | 2001-09-16 | WTA Hawaï           | hardcourt  | Katarina Srebotnik | Els Callens Nicole Pratt                | 6-2, 6-3      | details |
| 6.               | 2005-01-16 | WTA Canberra        | hardcourt  | Tathiana Garbin    | Gabriela Navrátilová Michaela Paštiková | 7-5, 1-6, 6-4 | details |
| verloren finales |            |                     |            |                    |                                         |               |         |
| 1.               | 1996-10-13 | WTA Surabaya        | hardcourt  | Noëlle van Lottum  | Alexandra Fusai Kerry-Anne Guse         | 4-6, 4-6      | details |
| 2.               | 1996-11-24 | WTA Pattaya         | hardcourt  | Nana Miyagi        | Miho Saeki Yuka Yoshida                 | 2-6, 3-6      | details |
| 3.               | 1998-07-12 | WTA Maria Lankowitz | gravel     | Katarina Srebotnik | Laura Montalvo Paola Suárez             | 1-6, 2-6      | details |
| 4.               | 1999-09-26 | WTA Luxemburg       | tapijt (i) | Katarina Srebotnik | Irina Spîrlea Caroline Vis              | 1-6, 2-6      | details |
| 5.               | 1999-10-31 | WTA Linz            | tapijt (i) | Larisa Neiland     | Irina Spîrlea Caroline Vis              | 4-6, 3-6      | details |
| 6.               | 2000-05-07 | WTA Bol             | gravel     | Katarina Srebotnik | Julie Halard Corina Morariu             | 2-6, 2-6      | details |
| 7.               | 2000-10-15 | WTA Japan (Tokio)   | hardcourt  | Katarina Srebotnik | Julie Halard Corina Morariu             | 1-6, 2-6      | details |
| 8.               | 2000-11-19 | WTA Pattaya         | hardcourt  | Katarina Srebotnik | Yayuk Basuki Caroline Vis               | 3-6, 3-6      | details |
| 9.               | 2001-04-15 | WTA Estoril         | gravel     | Katarina Srebotnik | Květa Hrdličková Barbara Rittner        | 6-3, 5-7, 1-6 | details |
| 10.              | 2001-08-19 | WTA Toronto         | hardcourt  | Katarina Srebotnik | Kimberly Po-Messerli Nicole Pratt       | 3-6, 1-6      | details |
| 11.              | 2002-02-24 | WTA Bogota          | gravel     | Katarina Srebotnik | Virginia Ruano Pascual Paola Suárez     | 2-6, 1-6      | details |
| 12.              | 2002-03-02 | WTA Acapulco        | gravel     | Katarina Srebotnik | Virginia Ruano Pascual Paola Suárez     | 5-7, 1-6      | details |
| 13.              | 2003-02-23 | WTA Bogota          | gravel     | Tetjana Perebyjnis | Katarina Srebotnik Åsa Svensson         | 2-6, 1-6      | details |
| 14.              | 2004-05-22 | WTA Straatsburg     | gravel     | Katarina Srebotnik | Lisa McShea Milagros Sequera            | 4-6, 1-6      | details |

## Resultaten grandslamtoernooien
| Legenda | Legenda                          |
| ------- | -------------------------------- |
| g.t.    | geen toernooi gehouden           |
| l.c.    | lagere categorie                 |
| –       | niet deelgenomen                 |
| G       | uitgeschakeld in de groepsfase   |
| 1R      | uitgeschakeld in de eerste ronde |
| 2R      | uitgeschakeld in de tweede ronde |
| 3R      | uitgeschakeld in de derde ronde  |
| 4R      | uitgeschakeld in de vierde ronde |
| KF      | uitgeschakeld in de kwartfinale  |
| HF      | uitgeschakeld in de halve finale |
| F       | de finale verloren               |
| W       | het toernooi gewonnen            |
| w-v     | winst/verlies-balans             |

### Enkelspel
| Toernooi        | 1994 | 1995 | 1996 |    | 1998 | 1999 | w-v |
| --------------- | ---- | ---- | ---- | -- | ---- | ---- | --- |
| Australian Open | 1R   | 1R   | 2R   | –  | 1R   | 1-4  |     |
| Roland Garros   | –    | 1R   | –    | –  | –    | 0-1  |     |
| Wimbledon       | –    | 1R   | –    | –  | –    | 0-1  |     |
| US Open         | –    | –    | 2R   | 1R | 2R   | 2-3  |     |

### Vrouwendubbelspel
| Toernooi        | 1994 | 1995 | 1996 | 1997 | 1998 | 1999 | 2000 | 2001 | 2002 | 2003 | 2004 | 2005 | 2006 | w-v   |
| --------------- | ---- | ---- | ---- | ---- | ---- | ---- | ---- | ---- | ---- | ---- | ---- | ---- | ---- | ----- |
| Australian Open | 1R   | –    | 1R   | 1R   | 1R   | 3R   | 1R   | 2R   | KF   | 1R   | 3R   | 2R   | 1R   | 9-12  |
| Roland Garros   | –    | –    | 1R   | 1R   | 2R   | 2R   | 2R   | 1R   | 1R   | 2R   | 2R   | 1R   | 1R   | 5-11  |
| Wimbledon       | 1R   | –    | 2R   | 1R   | 2R   | 1R   | 1R   | 2R   | KF   | 2R   | 2R   | 3R   | 2R   | 11-12 |
| US Open         | –    | 1R   | 1R   | 1R   | 1R   | 2R   | 3R   | KF   | 1R   | 3R   | 3R   | 2R   | –    | 11-11 |

### Gemengd dubbelspel
| Toernooi        | 1997 |    | 1999 | 2000 | 2001 | 2002 | 2003 | 2004 | 2005 | w-v |
| --------------- | ---- | -- | ---- | ---- | ---- | ---- | ---- | ---- | ---- | --- |
| Australian Open | –    | –  | 1R   | 1R   | 1R   | 1R   | 2R   | –    | 1-5  |     |
| Roland Garros   | 1R   | –  | 2R   | 1R   | 1R   | 1R   | –    | –    | 0-5  |     |
| Wimbledon       | 3R   | 2R | 2R   | 1R   | 1R   | 2R   | 1R   | 1R   | 5-8  |     |
| US Open         | –    | 1R | 1R   | 1R   | 1R   | –    | –    | –    | 0-4  |     |